# 里見良顕
里見 良顕（さとみ よしあき、嘉永5年(1852年)-昭和9年(1934年)9月14日）は、明治時代の仙台市長を務めるなどした官吏である。

## 経歴
1889年（明治22年）、初代・仙台市長、遠藤庸治のもとで助役を務めた。1898年（明治31年）、第2代・仙台市長に就任し、1903年（明治36年）に辞職した。その後は台湾総督府総督官房文書課・秘書課に赴任し、大正5年(1916年)まで職員として勤務した。
父は儒者であり仙台藩校養賢堂助教の里見良恭(里見樵洞)。良顕はその長男。仙台藩士の詩歌人、里見重時の後裔。